# Czuprana
Czuprana (777 m), Cupryna 775 m – mniejszy z dwóch szczytów Jarmuty w Małych Pieninach. Czuprana znajduje się w granicach wsi Szlachtowa w województwie małopolskim, w powiecie nowotarskim, w gminie miejsko-wiejskiej Szczawnica. Od drugiego, położonego na wschód szczytu – Jarmuta (794 m) oddzielony jest przełęczą Matwijowa (763 m). Szczyty te oddalone są od siebie ok. 370 m w prostej linii. Południowe – wschodnie stoki Czuprany opadają do doliny Palkowskiego Potoku, północne do doliny Grajcarka. Masyw Jarmuty leży na północ od głównego grzbietu Małych Pienin, od Cyrhli oddzielona jest Klimontowską Przełęczą, a jej wierzchołki oddalone są od tego grzbietu ok. 750 m w prostej linii.
Czuprana jest niemal całkowicie porośnięta lasem, głównie świerkowo-jodłowym z domieszką buka. W XVIII wieku w dolnej części południowo-wschodnich jej zboczy istniały kopalnia niskoprocentowych rud srebra, założona przez P. K. Sanguszko, ówczesnego właściciela okolicznych terenów. Kopalnia okazała się zupełnie nieopłacalna. Pozostały po niej wykute w skale sztolnie o długości kilkudziesięciu metrów. Jest to tzw. Bania w Jarmucie – kopalnia srebra z lat 1732–1739. Jest niedostępna dla turystów. W 1997 r. dezyzją Rady Gminy Szczawnica utworzono tutaj mający powierzchnię 0,1 ha. użytek ekologiczny o nazwie Sztolnie na górze Jarmuta.
Czuprana i Jarmuta są dobrze rozpoznawalnym elementem krajobrazu, gdyż na szczycie Jarmuta stoi widoczny z wielu miejsc przekaźnik RTV. Na Czupraną nie prowadzą szlaki turystyczne, można jednak wejść na nią drogami leśnymi i ścieżkami. U podnóża północnych zboczy Czuprany pionowa ściana gołych skał – to ślady kopalni andezytu, który eksploatowany był tutaj w kamieniołomie Maniów.
Nazwa góry pochodzi od tatarskiego słowa czubryna. Był to pęk włosów na ciemieniu ogolonej głowy.
Z chronionych gatunków mchów w 2016 r. znaleziono tu naleźlinę skalną (Andreaea rupestris var. rupestris).

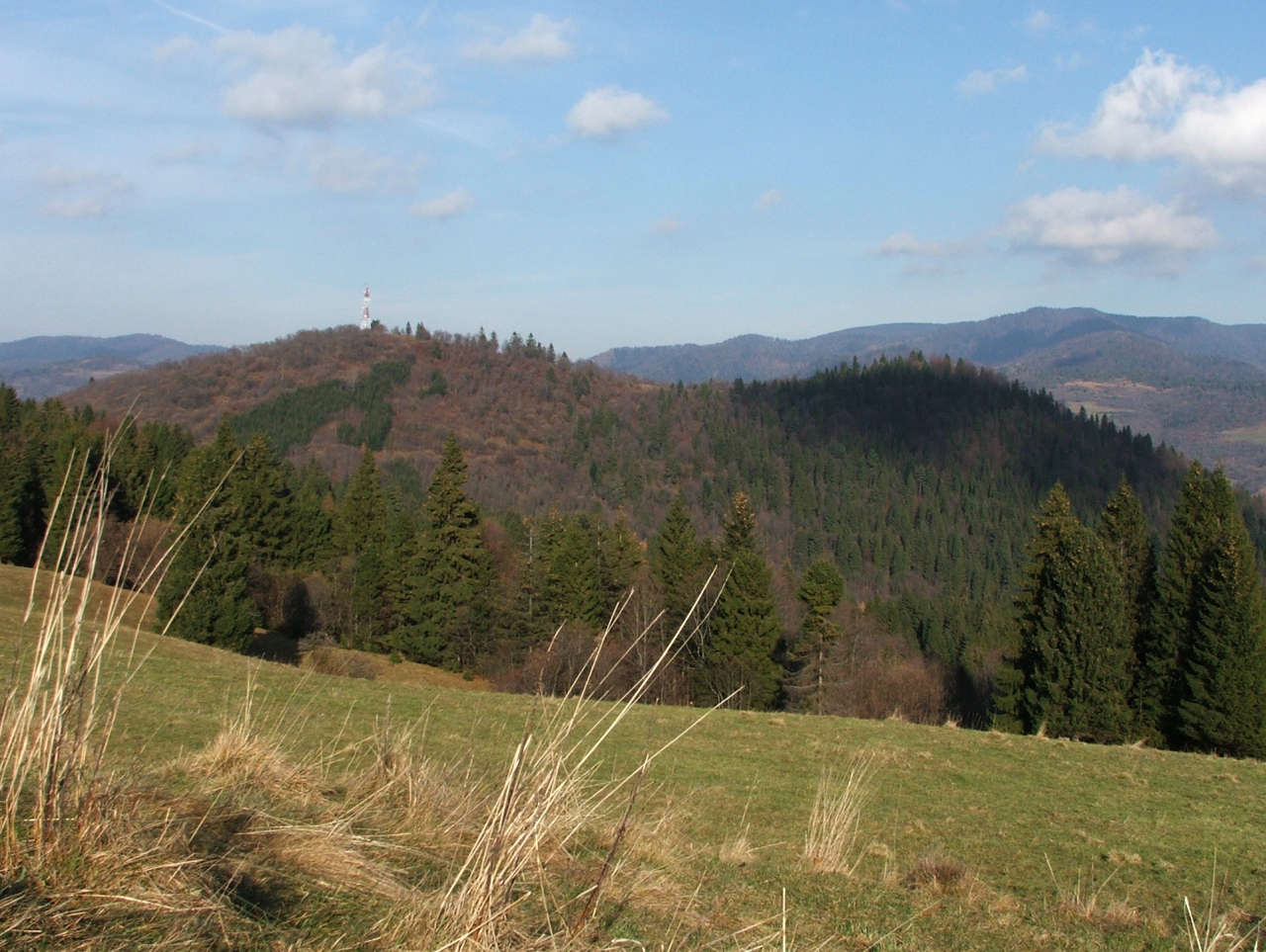
Wierzchołki Jarmuty i Czuprany od południowej strony